# Philhygra ripicola
Philhygra ripicola är en skalbaggsart som först beskrevs av Hanssen 1932.  Philhygra ripicola ingår i släktet Philhygra, och familjen kortvingar. Arten är reproducerande i Sverige.